# Cameron McKenzie-McHarg

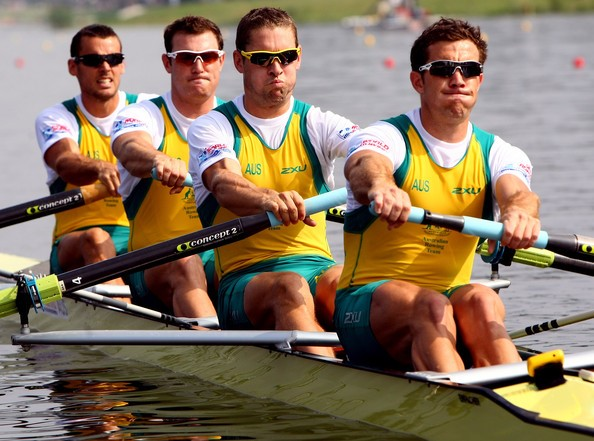
Von links nach rechts: Matt Ryan, James Marburg, Cameron McKenzie-McHarg, Francis Hegerty

Cameron „Maxi“ McKenzie-McHarg (* 17. April 1980 in Leongatha, Victoria) ist ein ehemaliger australischer Ruderer. 2008 gewann er mit dem australischen Vierer ohne Steuermann eine olympische Silbermedaille.

## Sportliche Karriere
Cameron McKenzie-McHarg begann 1996 mit dem Rudersport. Bei den Weltmeisterschaften 2001 in Luzern und 2002 in Sevilla belegte er mit dem australischen Achter den siebten Platz. 2003 in Mailand erreichten die Australier das A-Finale und kamen als Fünfte ins Ziel. 2004 nahm er im Vierer mit Steuermann an den Weltmeisterschaften in den nichtolympischen Bootsklassen teil und belegte den sechsten Platz. 2006 erkämpfte er in Posen mit dem australischen Achter seinen ersten Sieg im Weltcup. Bei den Weltmeisterschaften 2006 in Eton erreichte der Achter den vierten Platz.
2008 wechselte Cameron McKenzie-McHarg in den Vierer ohne Steuermann, der in der Besetzung Matt Ryan, James Marburg, Cameron McKenzie-McHarg und Francis Hegerty die Weltcup-Regatta in Luzern gewann. Bei den Olympischen Spielen 2008 in Peking gewannen die Australier ihren Vorlauf, im Halbfinale belegten sie mit anderthalb Sekunden Rückstand den zweiten Platz hinter den Briten. Im Finale siegten die Briten mit einer Sekunde Vorsprung vor den Australiern, die drittplatzierten Franzosen lagen anderthalb Sekunden hinter den Australiern.
2009 bei den Weltmeisterschaften in Posen siegte der britische Vierer mit fast zwei Sekunden vor der australischen Crew, die in der gleichen Besetzung wie 2008 antrat. 2010 belegten die vier Australier den vierten Platz beim Weltcup in München und den fünften Platz beim Weltcup in Luzern. Für die Weltmeisterschaften in Neuseeland wechselten sie in den Achter, der in der Besetzung William Lockwood, Matt Ryan, Francis Hegerty, Cameron McKenzie-McHarg, James Marburg, Samuel Loch, Nicholas Purnell, Joshua Dunkley-Smith und Steuermann Tobias Lister antrat. Im Finale gewann der Deutschland-Achter vor den Briten, dahinter erkämpften die Australier die Bronzemedaille. 2011 bildete McKenzie-McHarg mit Thomas Larkins einen Zweier ohne Steuermann und belegte den siebten Platz bei den Weltmeisterschaften in Bled. 2012 kehrte er in den Achter zurück, der den sechsten Platz bei den Olympischen Spielen 2012 in London erreichte.